# Баллада о дереве и розе
«Баллада о дереве и розе» (чеш. Píseň o stromu a růži) — чехословацкий фильм 1978 года режиссёра Ладислава Рихмана.

## Сюжет
Советский инженер Владимир Кузнецов (Вячеслав Тихонов) прибывает в Прагу в качестве эксперта на строительство метро.
Эта командировка оказывается для него и встречей с прошлым — возвращением к воспоминаниям юности, когда в мае 1945 года молодым танкистом он участвовал в боях за освобождение Праги, был ранен, попал в госпиталь, полюбил девушку Веру, спасшую ему жизнь.
Ленка, бойкая молодая секретарша из Метростава, сопровождает гостя. Влюблённый в неё метростроевец Том ревнует девушку к «старому дедушке».
Ленка и правда быстро проникается симпатией к умному и отзывчивому советскому инженеру. Вместе с ним она посещает больницу — в прошлом военный госпиталь, где он лечился в 1945-м. Она также находит друга Кузнецова, которого тот спас в битве.
При бурении туннеля под Влтавой заклинивает проходческий щит. Кузнецов и Том вместе, рискуя жизнями, исправляют щит.
В это время Ленка ищет Веру — ту самую любовь спасшую в войну Кузнецова. Но безуспешно — дом, где она жила, снесён из-за строительства метро.
Вскоре Кузнецов улетает, провожая его Ленка признается ему в своих чувствах. Он мягко отвергает это пословицей: не приколачивай розу к старому дереву.

## В ролях
- Вячеслав Тихонов — Владимир Кузнецов
- Елена Шебестова — Ленка, секретарша
- Вацлав Мареш — Фанта, инженер
- Иван Рихтер — Том
- Ян Кужелка — Ярда
- Петр Ханус — Кузнецов в юности
- Ярослава Шаллерова — Вера
- Йозеф Микса — Ковар
- Ладислав Троян — начальник Метростава
- и другие

## Фестивали и награды
- 1979 — 17-й Фестиваль чешских и словацких фильмов в Градец Кралове — приз за лучшую музыку.